# Abdülhamid I

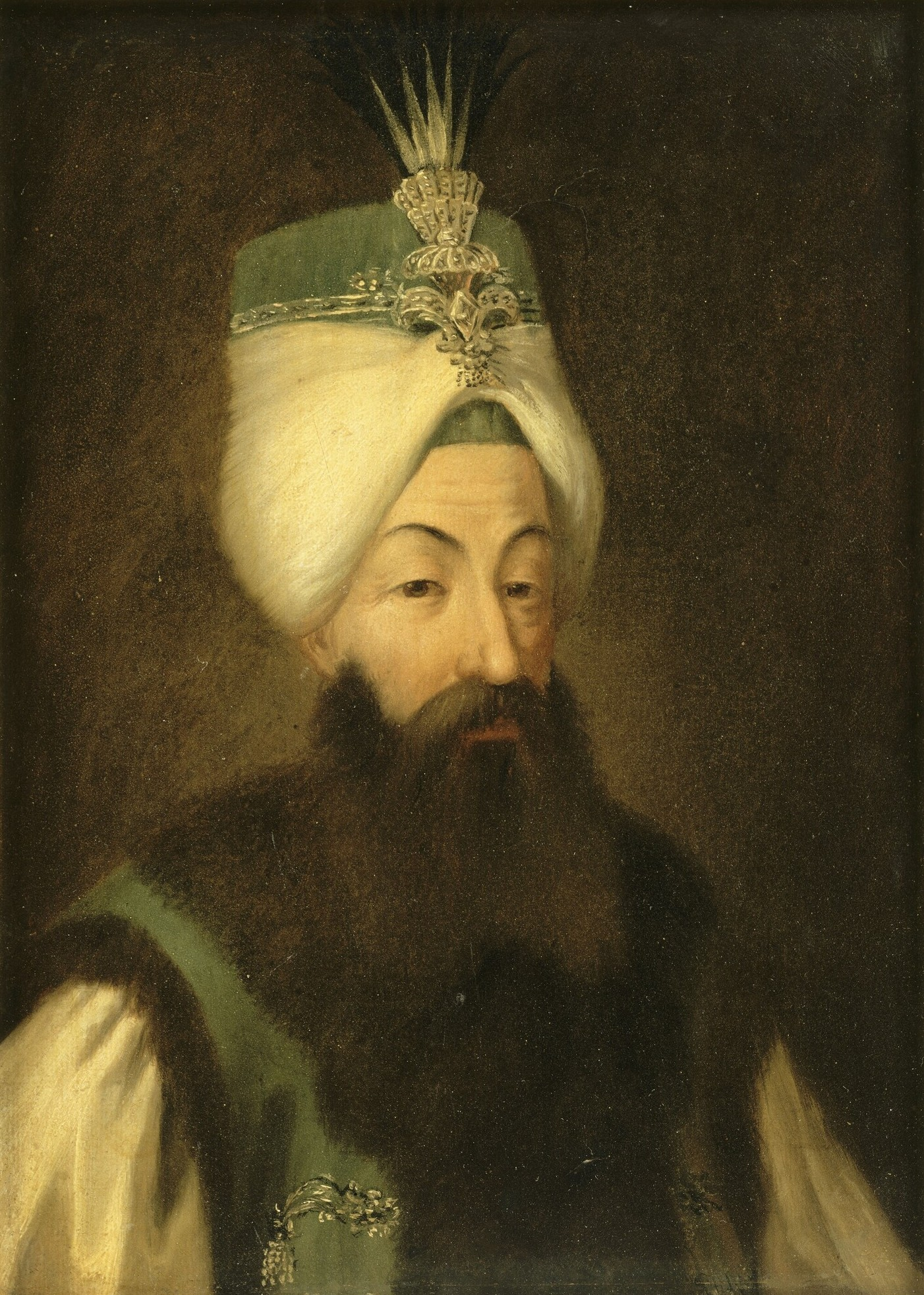
Abdülhamid I

Abdülhamid I (en turco otomano, `Abdü’l-Ḥamīd-i evvel) (20 de marzo de 1725 - 7 de abril de 1789) fue el 27º sultán del Imperio otomano. Fue hijo del sultán Ahmed III, y sucedió en el trono a su hermano Mustafa III el 21 de enero de 1774, manteniéndose en él hasta 1789.

## Biografía
Abdülhamid nació el 20 de marzo de 1725 en Constantinopla. Era hijo menor del sultán Ahmed III (reinó entre 1703 y 1730) y su consorte Şermi Kadın. Ahmed III abdicó en favor de su sobrino Mahmud I, a quien sucedió su hermano Osman III, y Osman  por Mustafa III, el hijo mayor de Ahmed. Como posible heredero al trono, Abdülhamid pasó encarcelado la mayor parte de sus primeros cuarenta y tres años de vida por orden de sus primos Mahmud I y Osman III, y su hermano mayor Mustafa III. Su encarcelamiento duró hasta 1767. Durante este período, recibió su primera educación de su madre, Rabia Şermi, quien le enseñó historia y caligrafía.

## Reinado
El día de la muerte de Mustafá, el 21 de enero de 1774, Abdülhamid ascendió al trono con una ceremonia celebrada en palacio. Al día siguiente se celebró el cortejo fúnebre de Mustafá III. El nuevo sultán envió una carta al Gran Visir Serdar-ı Ekrem Muhsinzade Mehmed Pasha, que se encontraba en el frente, informándole de que continuara la guerra contra Rusia. El 27 de enero de 1774, acudió a la Mezquita de Eyüp Sultan, donde recibió la Espada de Osmán.
Su largo encarcelamiento lo había vuelto indiferente a los asuntos de estado y dócil a los designios de sus consejeros. Aunque fue muy religioso y pacifista por naturaleza. Al ascender al trono, las dificultades financieras del tesoro eran tales que no se pudo entregar la donación habitual al Cuerpo de jenízaros. El nuevo sultán les dijo a los jenízaros: «Ya no hay gratificaciones en nuestro tesoro, como todos nuestros hijos soldados deberían saber». 
Abdülhamid buscó reformar las fuerzas armadas del Imperio, incluyendo el cuerpo de jenízaros y la armada. También estableció un nuevo cuerpo de artillería y se le atribuye la creación de la Escuela Imperial de Ingeniería Naval.
Abdülhamid intentó fortalecer el dominio otomano sobre Siria, Egipto e Irak. Sin embargo, los pequeños éxitos contra las rebeliones en Siria y Morea no pudieron compensar la pérdida de la península de Crimea, que se había vuelto nominalmente independiente en 1774 pero que en la práctica estaba controlada por Rusia. 
Rusia explotó repetidamente su posición como protectora de los cristianos orientales para interferir en el Imperio Otomano. Finalmente, los otomanos declararon la guerra a Rusia en 1787. Austria pronto se unió a Rusia. Turquía inicialmente resistió el conflicto, pero el 6 de diciembre de 1788, Ochakov cayó ante Rusia (todos sus habitantes fueron masacrados). Al enterarse de esto, Abdülhamid I sufrió un derrame cerebral. Murió cuatro meses después a la edad de 64 años. Fue enterrado en Bahcekapi.
A pesar de sus fracasos, Abdülhamid fue considerado el sultán otomano más generoso.  Dirigió personalmente el cuerpo de bomberos durante el incendio de Constantinopla de 1782. Fue admirado por el pueblo por su devoción religiosa e incluso se le llamó Veli ("santo"). También diseñó una política de reformas, supervisó de cerca al gobierno y colaboró con estadistas. 
Abdul Hamid I se dedicó a los asuntos internos tras el fin de la guerra con Rusia. Intentó reprimir las revueltas internas a través del argelino Gazi Hasan Pasha y regular las obras de reforma a través de Silâhdar Seyyid Mehmed Pasha (Karavezir) y Halil Hamid Pasha. 
En Siria, la rebelión liderada por Zahir al-Umar, quien cooperó con los almirantes de la armada rusa en el Mediterráneo, aprovechando la confusión causada por la expedición rusa de 1768 y sofocó la rebelión en Egipto en 1775, así como a los kolemen que se rebelaban en Egipto, fue derrotada. Por otro lado, se puso fin a la confusión en el Peloponeso y se logró la calma. El capitán Gazi Hasan Pasha y Cezzâr Ahmed Pasha desempeñaron un papel importante en la represión de todos estos acontecimientos.
Tratado de Küçük Kaynarca
A pesar de sus inclinaciones pacíficas, el Imperio Otomano se vio obligado a reanudar la guerra con Rusia casi de inmediato. Esto condujo a la derrota total otomana en Kozludzha y al humillante Tratado de Küçük Kaynarca, firmado el 21 de julio de 1774. Los otomanos cedieron territorio a Rusia y también el derecho a intervenir en favor de los cristianos ortodoxos del Imperio. 
Con el Tratado de Küçük Kaynarca, se dejó el territorio, así como al embajador ruso en Estambul y a un representante autorizado, la participación de este embajador en otras ceremonias estatales y el derecho a cruzar el Estrecho hacia Rusia, ya que los enviados rusos recibieron inmunidad. Se otorgaron oportunidades de comercialización para todo tipo de productos en Estambul y otros puertos, así como plenos derechos comerciales de Inglaterra y Francia. El tratado también estipulaba que el estado ruso construiría una iglesia en Gálata. En estas circunstancias, esta iglesia estaría abierta al público, conocida como la Iglesia Ruso-Griega, y permanentemente bajo la protección de los embajadores rusos en Estambul .

## Familia
Abdülhamid I tuvo al menos catorce consortes:
- Ayşe Sineperver Sultan: Es madre de al menos dos hijos, incluido Mustafa IV, y dos hijas. Fue Valide Sultan durante menos de un año antes de la deposición de su hijo y pasó el resto de su vida en el palacio de su hija. Murió el 11 de diciembre de 1828.
- Nakşidil Sultan: De origen georgiano o circasiano, se hizo famosa por la desmentida leyenda de que en realidad era la desaparecida Aimée du Buc de Rivéry, prima lejana de la emperatriz Josefina Bonaparte . Es madre de dos hijos y una hija, incluido Mahmud II . Murió el 22 de agosto de 1817 y fue enterrada en su mausoleo dentro de su Mezquita Fatih.
- Ayşe Kadin: Baş Kadin (primera consorte) hasta su muerte en 1775. Fue enterrada en Yeni Cami.
- Hace Ruhşah Hatice Kadin: Baş Kadin después de la muerte de Ayşe. Era la consorte más querida de Abdulhamid. Ella era su concubina incluso antes de que él se convirtiera en sultán. Se conservan cinco cartas de amor increíblemente intensas que el sultán le escribió por aquella época. Madre de al menos un hijo. Después de la muerte de Abdülhamid, ella peregrinó a La Meca por poder, lo que le valió el nombre de " Hace ". Murió en 1808 y fue enterrada en el mausoleo Abdülhamid I.
- Binnaz Kadin: Nació alrededor de 1743. Sin hijos, después de la muerte de Abdülhamid se casó con Çayırzade İbrahim Ağa. Murió en mayo o junio de 1823 y fue enterrada en el jardín del mausoleo de Hamidiye.
- Nevres Kadin: Antes de convertirse en consorte, era la tesorera del harén. Murió en 1797.
- Mehtabe Kadin: Inicialmente una Kalfa (sirviente) del harén, se convirtió en consorte a través del favor de kızları agasi Beşir Ağa. Murió en 1807.
- Muteber Kadin: Llamado también Mutebere Kadın. Madre de al menos un hijo. Su sello personal decía: “ Devletlü beşinci Muteber Kadın Hazretleri ”. Murió el 16 de mayo de 1837 y fue enterrada en el mausoleo de Abdülhamid I.
- Fatma Şebsefa Kadin: También llamado Şebisefa, Şebsafa o Şebisafa Kadin. Madre de al menos un hijo y tres hijas. Poseía granjas en Tesalónica , que dejó a su hija cuando murió en 1805. Fue enterrada cerca de la Mezquita Zeyrek .
- Hümaşah Kadin: Madre de al menos un hijo, construyó una fuente cerca de Dolmabahçe y otra en Emirgân. Murió en 1778 y fue enterrada en el Yeni Cami.
- Dilpezir Kadin: Murió en 1809 y fue enterrada en el jardín del mausoleo de Hamidiye.
- Mislinayab Kadin: Fue enterrada en el mausoleo de Nakşıdil Valide Sultan.
- Mihriban Kadin: Identificada erróneamente por Oztüna como la madre de Esma Sultan, murió en 1812 y fue enterrada en Edirne.

- Nükhetseza Hanım: Baş Ikbal, ella era la consorte más joven. Murió en 1851.

### Hijos
Abdülhamid I tuvo al menos once hijos:
- Şehzade Abdüllah (1 de enero de 1776 - 1 de enero de 1776). Muerto de nacimiento, fue enterrado en Yeni Cami .
- Şehzade Mehmed (22 de agosto de 1776 - 20 de febrero de 1781) - con Hümaşah Kadın. Murió de viruela, fue enterrado en el mausoleo de Hamidiye.
- Şehzade Ahmed (8 de diciembre de 1776 - 18 de noviembre de 1778) - con Ayşe Sineperver Kadın. Enterrado en el mausoleo de Hamidiye.
- Şehzade Abdürrahman (8 de septiembre de 1777 - 8 de septiembre de 1777). Muerto de nacimiento, fue enterrado en el Yeni Cami.
- Şehzade Süleyman (13 de marzo de 1778 - 19 de enero de 1786) - con Muteber Kadın. Murió de viruela, fue enterrado en el mausoleo de Hamidiye.
- Sehzade Ahmed (1779 - 1780). Fue enterrado en el Yeni Cami.
- Şehzade Abdülaziz (19 de junio de 1779 - 19 de junio de 1779) - con Ruhşah Kadin. Muerto de nacimiento, fue enterrado en el Yeni Cami.
- Mustafa IV (8 de septiembre de 1779 - 16 de noviembre de 1808) - con Ayşe Sineperver Kadın. 29º Sultán del Imperio Otomano , fue ejecutado después de menos de un año.
- Şehzade Mehmed Nustet (20 de septiembre de 1782 - 23 de octubre de 1785) - con Şebsefa Kadın. Su madre dedicó una mezquita a su memoria. Fue enterrado en el mausoleo de Hamidiye.
- Şehzade Seyfullah Murad (22 de octubre de 1783 - 21 de enero de 1785) - con Nakşidil Kadin. Fue enterrado en el mausoleo de Hamidiye.
- Mahmud II (20 de julio de 1785 - 1 de julio de 1839) - con Nakşidil Kadin. 30.º Sultán del Imperio Otomano.

### Hijas
Abdülhamid I tuvo al menos dieciséis hijas:
- Ayşe Athermelik Dürrüşehvar Hanım (c. 1767 - 11 de mayo de 1826). Llamado también Athermelek. Fue concebida cuando su padre aún era Şehzade y confinada en los Kafes , violando así las reglas del harén . Su madre fue sacada de contrabando del palacio y su nacimiento se mantuvo en secreto, de lo contrario, ambos habrían sido asesinados. Cuando Abdülhamid, que la adoraba, subió al trono, la devolvió a la corte con el estatus de "hija adoptiva", lo que le otorgó el rango de princesa imperial como las demás hijas, pero no pudo otorgarle el título de "Sultán". , entonces ella nunca vino. completamente igual a las hermanastras. Se casó una vez y tuvo dos hijas.
- Hatice Sultan (12 de enero de 1776 - 8 de noviembre de 1776). Primera hija nacida tras la subida al trono de su padre, su nacimiento se celebró durante diez días. Fue enterrada en el Yeni Cami .
- Ayşe Sultan (30 de julio de 1777 - 9 de septiembre de 1777). Fue enterrada en el Yeni Cami.
- Esma Sultan (17 de julio de 1778 - 4 de junio de 1848) - con Ayşe Sineperver Kadın. La apodó Küçük Esma (Esma la más joven ) para distinguirla de su tía, Esma la mayor . Cercana a su hermano Mustafa IV, intentó devolverlo al trono con la ayuda de su media hermana Hibetullah Sultan, pero finalmente se convirtió en la hermana favorita del nuevo sultán, su medio hermano Mahmud II, lo que le dio un grado de libertad nunca antes concedida a una princesa. Se casó una vez pero no tuvo hijos.
- Melekşah Sultan (19 de febrero de 1779 - 1780).
- Rabia Sultan (20 de marzo de 1780 - 28 de junio de 1780). Fue enterrada en el mausoleo de Hamidiye.
- Aynışah Sultan (9 de julio de 1780 - 28 de julio de 1780). Fue enterrada en el mausoleo de Hamidiye.
- Melekşah Sultan (28 de enero de 1781 - 24 de diciembre de 1781). Fue enterrada en el mausoleo de Hamidiye.
- Rabia Sultan (10 de agosto de 1781 - 3 de octubre de 1782). Fue enterrada en el mausoleo de Hamidiye.
- Fatma Sultan (12 de diciembre de 1782 - 11 de enero de 1786) - con Ayşe Sineperver Kadın. Murió de viruela, fue enterrada en el mausoleo de Hamidiye. Se dedicó una fuente a su memoria.
- Hatice Sultan (6 de octubre de 1784 - 1784).
- Alemşah Sultan (11 de octubre de 1784 - 10 de marzo de 1786) - con Şebsefa Kadın. Su nacimiento se celebró durante tres días. Fue enterrada en el mausoleo de Hamidiye.
- Saliha Sultan (27 de noviembre de 1786 - 10 de abril de 1788) - con Nakşidil Kadin. Fue enterrada en el mausoleo de Hamidiye.
- Emine Sultan (4 de febrero de 1788 - 9 de marzo de 1791) - con Şebsefa Kadın. Su padre tenía grandes esperanzas de que viviera y la colmó de regalos, incluidas las propiedades de su futura tía Esma Sultan y una corte de artistas chechenos. Murió de viruela y fue enterrada en el mausoleo de Hamidiye.
- Zekiye Sultan (? - 20 de marzo de 1788). Ella murió en la infancia.
- Hibetullah Sultan (16 de marzo de 1789 - 19 de septiembre de 1841) - con Şebsefa Kadın. Se casó una vez pero no tuvo hijos. Colaboró con su media hermana Esma Sultan para restaurar al trono a Mustafa IV, el hermano de Esma y medio hermano de Hibetullah, pero Mahmud II, el nuevo sultán y también su medio hermano, la descubrió y la puso bajo arresto domiciliario por vida, incapaz de comunicarse con nadie.